# Prawda o Królestwie
Prawda o Królestwie – ogólnoświatowa seria kongresów (dużych spotkań religijnych) o charakterze międzynarodowym, zorganizowanych przez Świadków Jehowy, które rozpoczęły się w czerwcu 1982 roku na półkuli północnej, a zakończyły się w grudniu 1982 roku na półkuli południowej.

## Kongresy

### Polska
Pomimo trwającego od 1950 roku zakazu działalności Świadków Jehowy w Polsce, władze państwowe wyraziły zgodę na zorganizowanie latem jednodniowych zgromadzeń.
Seria 84 jednodniowych kongresów odbyła się w wynajętych halach. 10 kongresów miało miejsce na terenie prywatnym członków wyznania. Przeszło 96 tysięcy obecnych – ochrzczono 1761 osób. Była to największa seria oficjalnych zgromadzeń Świadków Jehowy w Polsce.
Kongresy odbyły się m.in. w Hali widowiskowo-sportowej w Chrzanowie, Hali Olivii w Gdańsku (6600 obecnych), Hali Akademii Górniczo-Hutniczej w Krakowie, Hali Hutnika Kraków, Domu Kultury Kolejarza w Nowym Sączu, Hali Sportowej w Łodzi (4304 obecnych; 156 osób zostało ochrzczonych), Hali Widowiskowo-Sportowej „Urania” w Olsztynie, Hali Gwardii w Warszawie (4000 obecnych), Hali Ludowej we Wrocławiu (4700 obecnych), Hali Widowiskowo-Sportowej w Zabrzu (4400 obecnych), sali Izby Rzemieślniczej w Poznaniu, Hali OSiR w Zamościu.

### Kongresy na świecie
W czterodniowych kongresach uczestniczyło ponad 4 miliony osób.
Na Gerhard-Hanappi-Stadion w Wiedniu w Austrii odbył się kongres dla delegatów z Węgier (gdzie działalność nie była jeszcze zalegalizowana) oraz z Austrii.
W Japonii zorganizowano serię 18 kongresów, na których uczestnicy otrzymali „Pismo Święte w Przekładzie Nowego Świata” w języku japońskim.
W Kanadzie zorganizowano serie 21 kongresów w 9 językach.
W RFN zorganizowano serie 15 kongresów, w których uczestniczyło 137 107 osób, a 1277 zostało ochrzczonych.
W serii 105 kongresów zorganizowanych w 9 językach w Stanach Zjednoczonych zgromadziły się ogółem 1 108 022 osoby, co stanowiło nową najwyższą liczbę obecnych.
W Wielkiej Brytanii zorganizowano serie 9 kongresów w 3 językach.

## Niektóre punkty programu
Celem kongresów było zwrócenie uwagi „na konieczność poznania prawdy biblijnej i postępowania całkowicie zgodnego z tą wiedzą (...) oraz pobudzenie wszystkich do wytrwałego głoszenia prawdy o Królestwie Bożym, dopóki Jehowa Bóg będzie dawał taką możliwość”. Każda sesja kierowała uwagę na aspekt biblijny („Prawda o Królestwie uwydatniona”, „Kaznodzieje prawdy o Królestwie”, „Postępowanie według zasad prawdy”, „Mocne trzymanie się proroczej prawdy”).

### Dramaty (przedstawienia biblijne)
- Jak usłyszą, jeżeli im nikt nie głosi?
- Nieustraszony głosiciel niepopularnego orędzia

### Wykład publiczny
- Prawda, która może cię wyzwolić